# Maria Krönung (Zürich-Witikon)

Kirche Maria Krönung, Aussenansicht

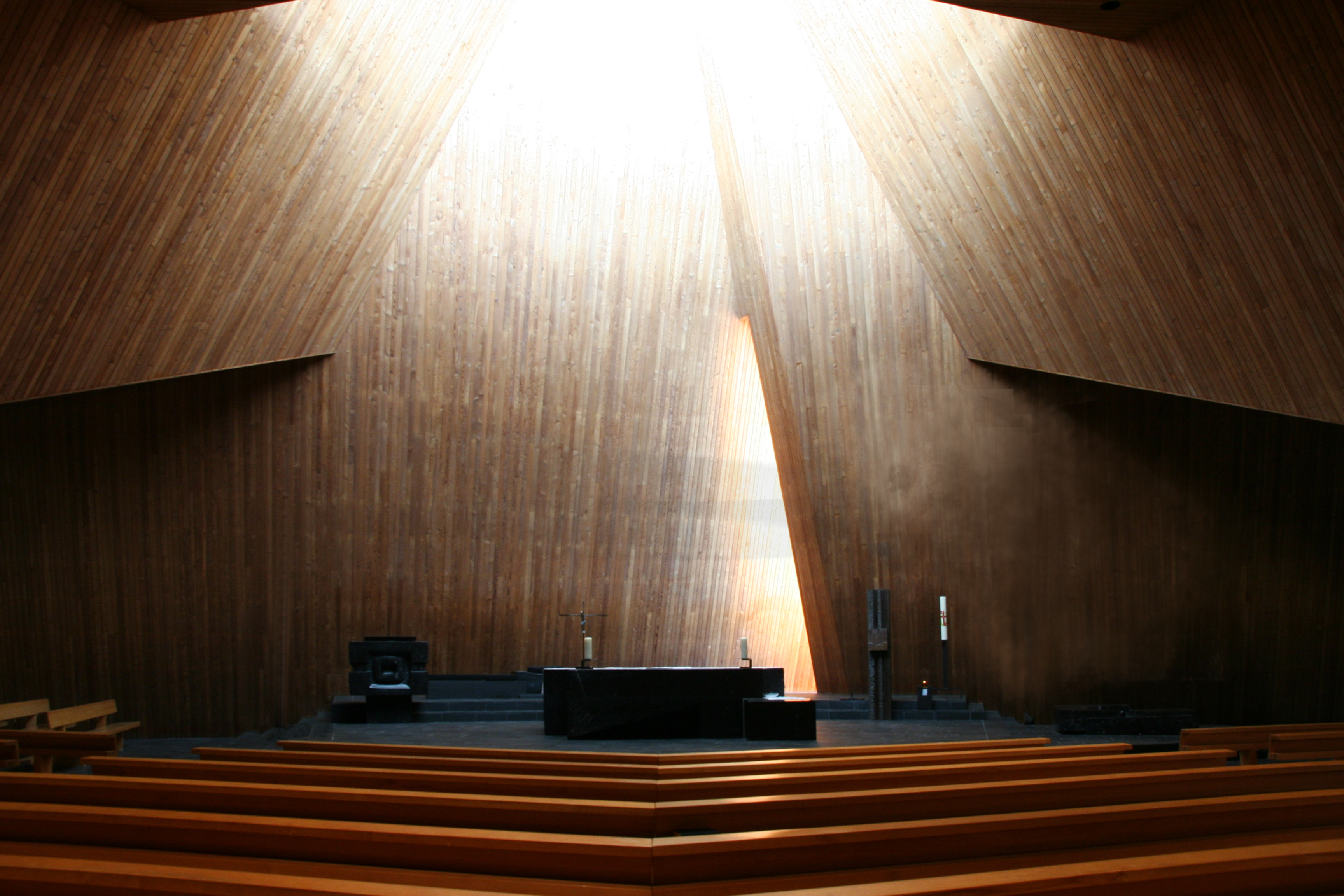
Altarraum

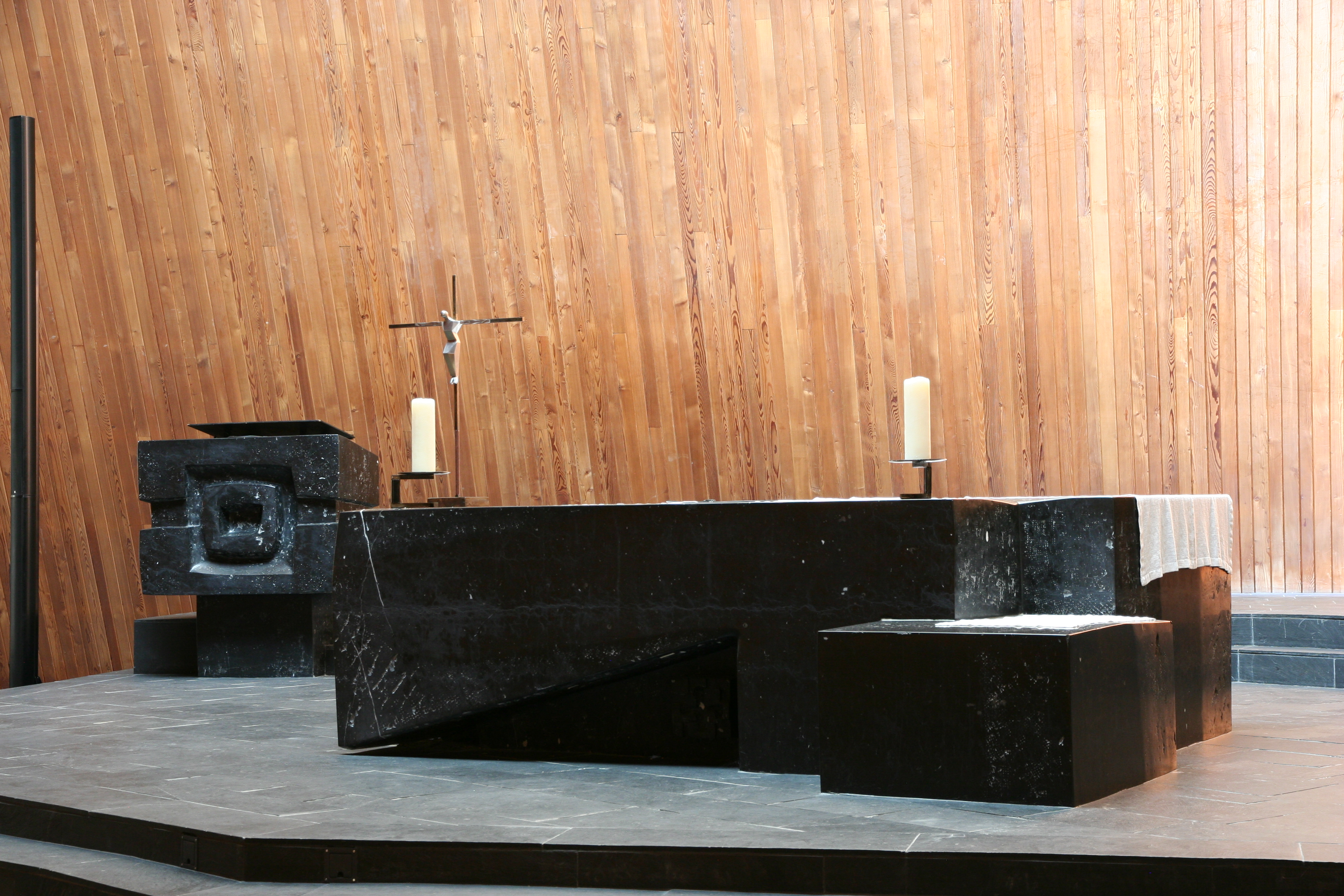
Altar und Ambo von Georg Malin

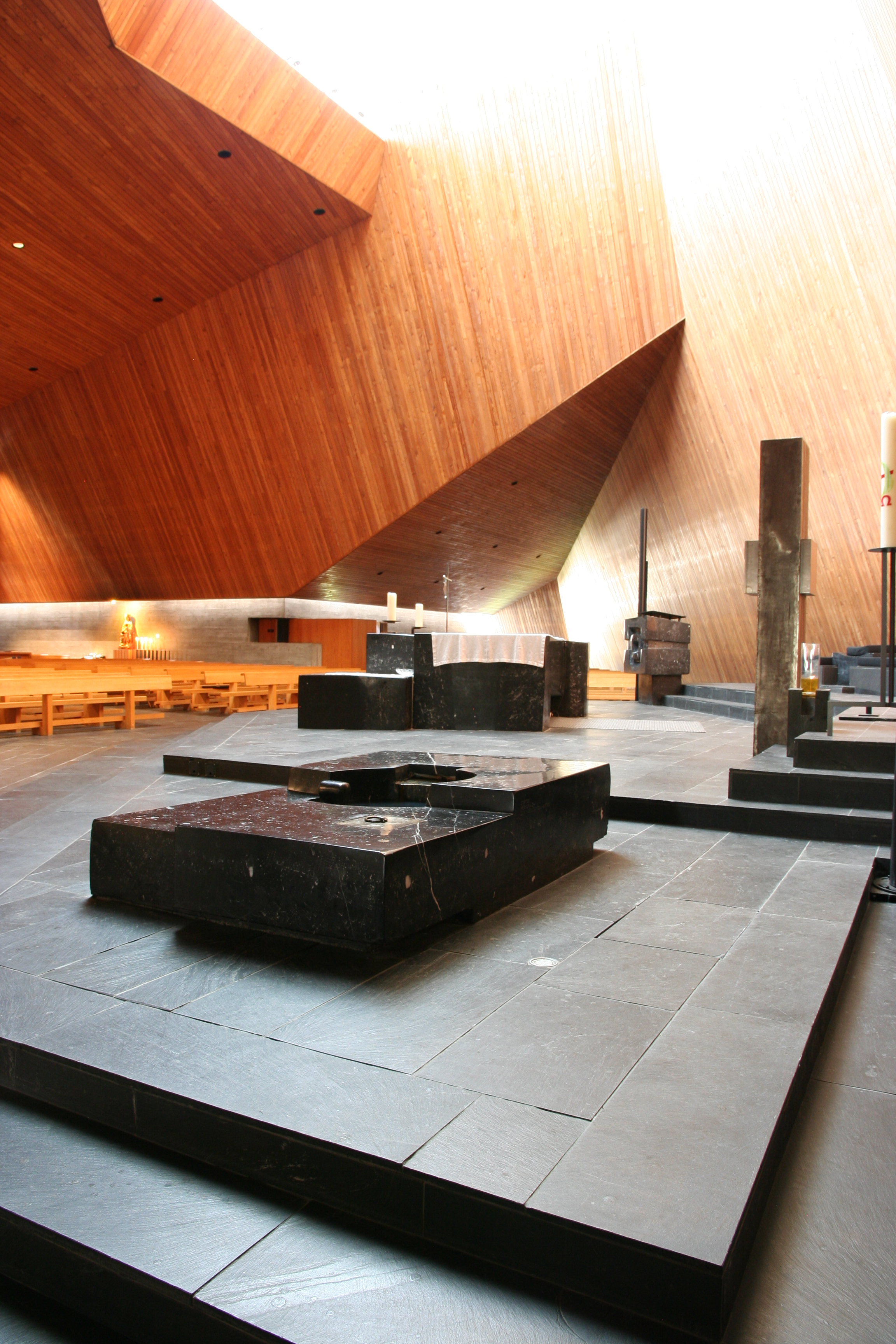
Blick vom Altarraum ins Kirchenschiff

Die Kirche Maria Krönung ist die römisch-katholische Pfarrkirche des Zürcher Stadtteils Witikon. Maria Krönung ist nach der Kirche Allerheiligen (Zürich-Neuaffoltern) der zweite katholische Kirchenneubau der Stadt Zürich, in dem die Konstitution über die heilige Liturgie des Zweiten Vatikanischen Konzils umgesetzt wurde.

## Geschichte

### Hintergründe
Witikon war bis zur Eingemeindung im Jahr 1934 ein eigenständiges Bauerndorf, das sich 200 Höhenmeter über der Stadt Zürich befand. Die Lage am Hang des Adlisbergs mit der damit verbundenen Aussicht auf den Zürichsee und das Limmattal macht Witikon zu einem beliebten Wohnquartier, das auch vermögende Bevölkerungsschichten anzieht.
Die Pfarrei Maria Krönung ist eine Tochterpfarrei der benachbarten Gemeinde St. Anton (Hottingen). Als im Auftrag dieser Pfarrei 1938 das Vinzenz-Altersheim an der Loorenstrasse gebaut wurde, schuf man auch eine Kapelle für 110 Personen. Mit dieser Kapelle besass Witikon erstmals wieder seit der Reformation einen katholischen Gottesdienstraum. Dieser stand auch den Katholiken des Quartiers offen.
Nach dem Zweiten Weltkrieg stieg die Zahl der Katholiken in Witikon sprunghaft an. 1960 zählte die katholische Gemeinde 1400 und 1965 bereits über 2000 Seelen. Unter diesen Umständen wurde die Vinzenzkapelle zu klein. Aus dem Kirchenrat von St. Anton und einigen Vertretern Witikons wurde darum eine Baukommission gebildet, die ein Programm zusammenstellte und Ende 1958 fünf Architekten beauftragte, ein Projekt auszuarbeiten. Die Jury, bestehend aus Fachleuten und Vertretern der Baukommission, empfahl das Projekt von Justus Dahinden zur Weiterbearbeitung, worauf am 15. Juni 1959 dieses Werk in Auftrag gegeben wurde. Abgewiesene Einsprachen verzögerten den Baubeginn um zwei Jahre und hatten unter anderem reduzierte Höhenmasse beim Turm und bei der Chorpyramide zur Folge.

### Baugeschichte und Namensgebung
Im Jahr 1954 konnte der Kultusverein der Pfarrei St. Anton den Baugrund der heutigen Kirche Maria Krönung an der Carl-Spitteler-Strasse erwerben. Der Bischof von Chur, Christian Caminada, ernannte das Gebiet von Witikon 1957 zum Pfarr-Vikariat, 1958 zum Pfarr-Rektorat und gliederte 1961 der Pfarrei auch die ausserstädtischen Orte Ebmatingen, Binz und Pfaffhausen an. Sein Nachfolger, Johannes Vonderach, ernannte Maria Krönung per 19. Januar 1964 zur Pfarrei.
Am 30. Juni 1963 wurde der Grundstein für den Bau der Kirche gelegt und in den Jahren 1963 bis 1965 wurde sie nach Plänen des Architekten Justus Dahinden erbaut. Am 5. September 1965 wurde die Kirche zu Ehren der Himmelskönigin geweiht. Die Krönung Mariens ist der Festinhalt des Gedenktags Maria Königin am 22. August. Dieses Fest war von Papst Pius XII. im Jahre 1954 zum Abschluss des marianischen Jahres eingeführt worden.
Zum Baukomplex der Kirche gehört neben dem Pfarrhaus auch das Kirchgemeindehaus, in dem die Paulus-Akademie Zürich untergebracht war. 1980 baute Justus Dahinden ein Verbindungsdach im Hof der damaligen Paulusakademie, 1990 gestaltete Jürg R. Herter einen neuen Eingang und einen Büroanbau für das Gebäude der ehemaligen Paulusakademie. Im Jahr 2000 erfolgten der Einbau eines Lifts und eines neuen Treppenabgangs zur Unterkirche. Ebenfalls wurden die feste Bestuhlung entfernt und Schränke an Stelle der Beichtstühle angebracht. Diese Umbauten erfolgten durch Justus Dahinden.
Die Kirche wurde zwei Mal saniert: In den Jahren 1989/1990 durch den Architekten Rainer Kaelin, Zürich und in den Jahren 1999/2000 durch dessen Sohn, Architekt Peter Kaelin.
Die Pfarrei Maria Krönung zählt 2‘626 Mitglieder (Stand 2021) und ist damit eine der kleineren römisch-katholischen Kirchgemeinden der Stadt Zürich.

## Baubeschreibung
Die Kirche Maria Krönung liegt in Witikon inmitten eines Quartiers, das in den 1940er bis 1960er Jahren entstanden ist. Zusammen mit der 200 Meter westlich gelegenen Reformierten Kirche Witikon sowie dem Einkaufszentrum jenseits der Witikerstrasse bildet sie das geistliche und weltliche Zentrum des Quartiers.
Der Architekt Justus Dahinden beschreibt das Äussere der Kirche wie folgt: «Das wie ein Gebirge sich über dem Kirchenraum auftürmende Dach (Stahlkonstruktion mit Holzsparren) ist in Eternitschiefer gedeckt.»

### Kirchturm und Glocken

Der Kirchturm

Der spitz in den Himmel ragende Kirchturm markiert den Eingang zur Kirche. Der Turm beherbergt vier Bronzeglocken, die im Jahr 1964 von der Glockengiesserei Emil Eschmann, Rickenbach bei Wil SG gegossen wurden. Das Geläut wurde zu Ehren der Kirchenpatronin in der Tonfolge es, g, b und c gegossen, den Anfangstönen des Salve Regina. Am 13. September 1964 wurden die Glocken geweiht und am 16. September 1964 in den Turm aufgezogen.
| Nummer | Gewicht | Durchmesser | Schlagton | Widmung        |
| ------ | ------- | ----------- | --------- | -------------- |
| 1      | 1628 kg | 137 cm      | es'       | Dreifaltigkeit |
| 2      | 776 kg  | 109 cm      | g'        | Muttergottes   |
| 3      | 413 kg  | 091 cm      | b'        | Bruder Klaus   |
| 4      | 303 kg  | 081 cm      | c"        | Schutzengel    |

### Innenraum

Maria Krönung, Innenraum

Die Lichtbündelung über dem Altar

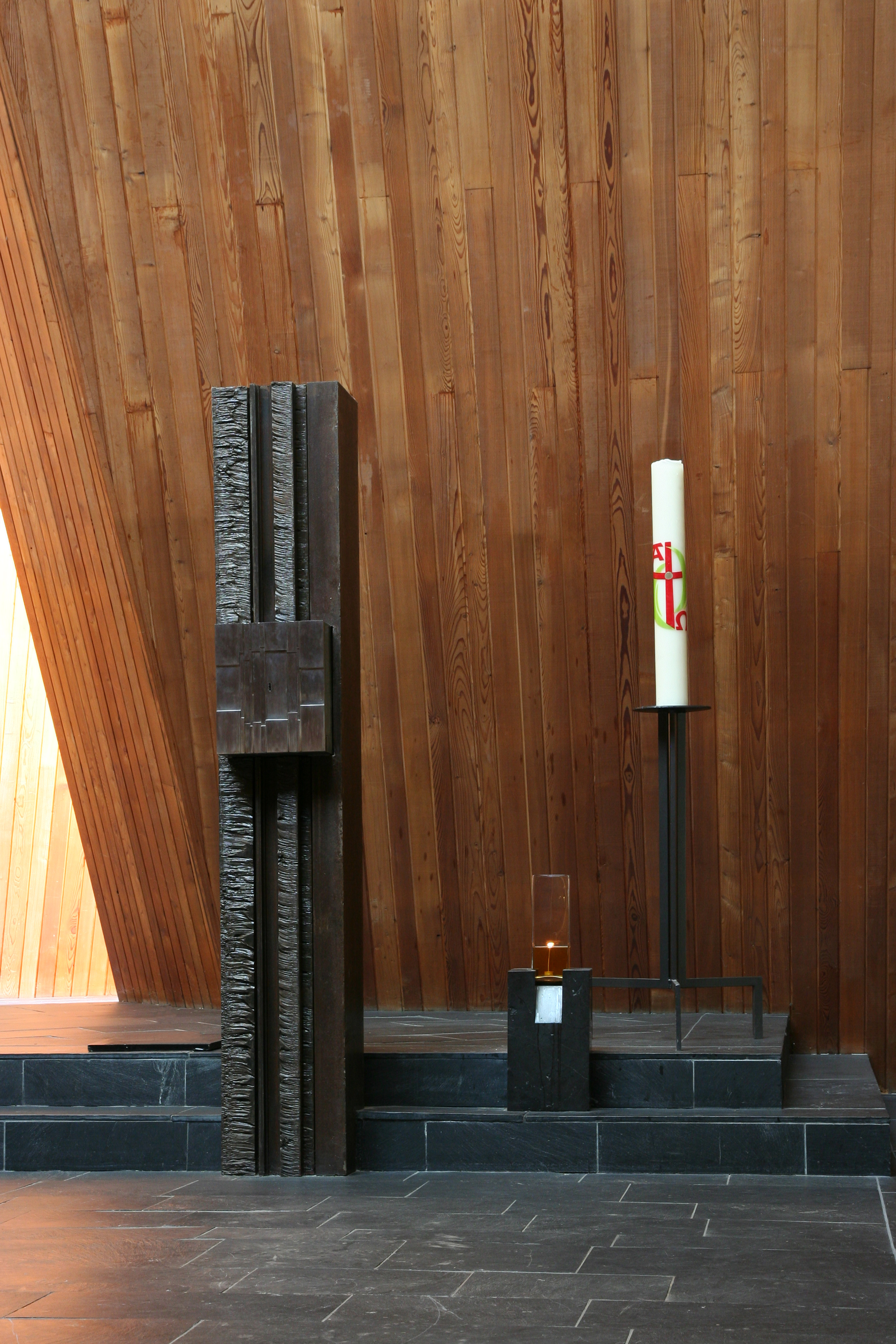
Tabernakel von Georg Malin

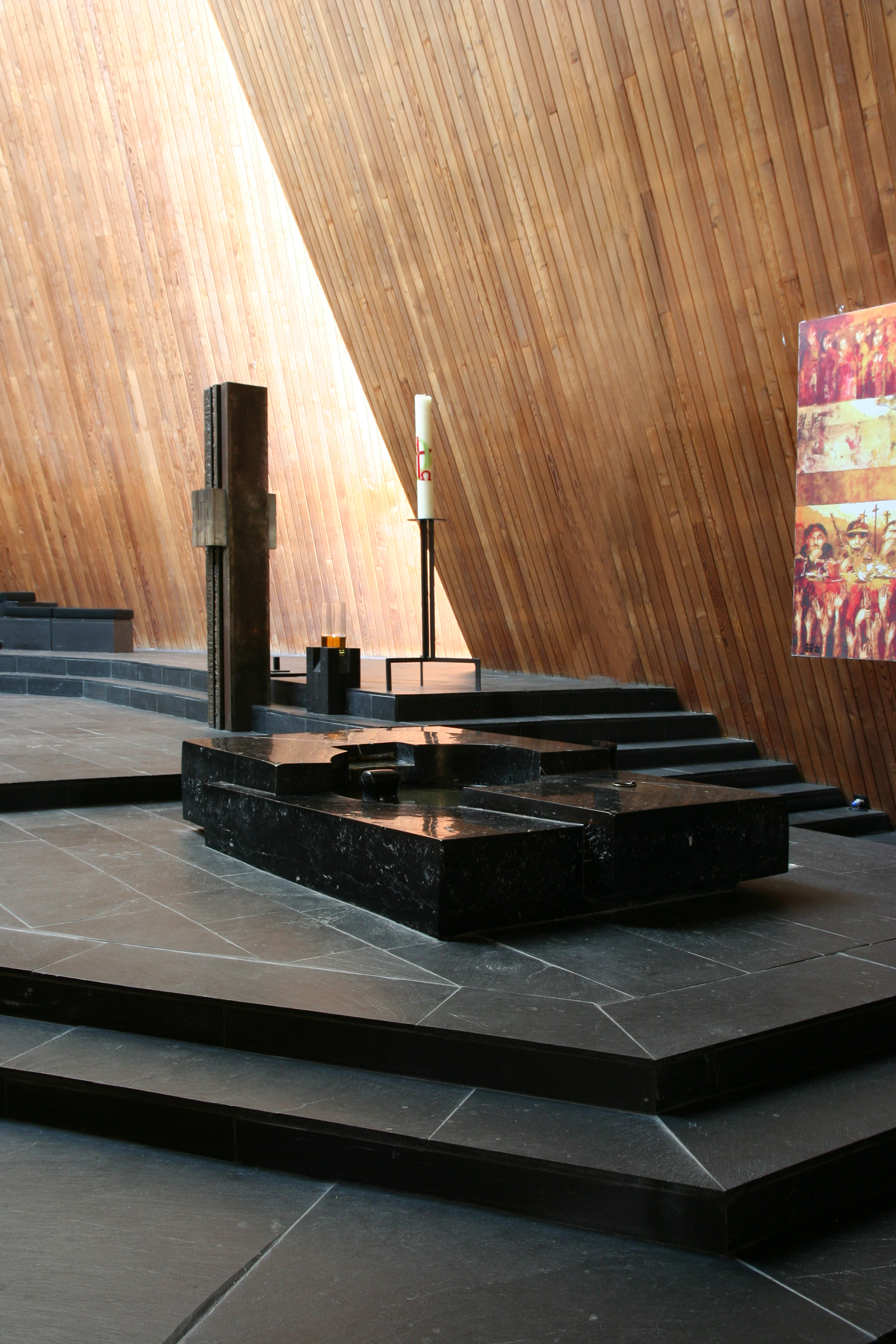
Taufstein

Robert Schönbächler schreibt über Maria Krönung: „Die Kirche besticht durch ihre schlichte Schönheit in Form eines gewaltigen Zeltes, das über dem Altarraum aufragt.“ Es sind drei Elemente, die den Innenraum der Kirche prägen: die Zeltform, die Dreifaltigkeits-Symbolik und die Lichtführung.
Beeinflusst wurde die Gestalt der Kirche durch das Zweite Vatikanische Konzil, das in Rom zeitgleich mit dem Bau der Kirche stattfand. Die Liturgiekonstitution des Vatikanums mit der Betonung der Mahlgemeinschaft von Gemeinde und Priester prägte die Kirchenarchitektur dieser Zeit. Architekt Justus Dahinden schreibt dazu: „Erste Aufgabe des neuen Kirchenbaues ist es, die enge Scharung der im Gottesdienst vereinten Gläubigen um das liturgische Zentrum, den Mahltisch, zu ermöglichen und die spontane Zu- und Einordnung aller Beteiligten zum kultischen Geschehen zu erwirken.“
Die Kirche Mariä Krönung mit katholischer Akademie St. Paulus ist im Split-Level-System von zwei Seiten und Höhen durch Quartierstrassen erschlossen. Der Haupteingang führt über einen Innenhof direkt zum raumbeherrschenden Lichttrichter über dem Liturgiezentrum, das podiummässig erhöht ist. Zweiseitig angeschlossen sind abgeflachte Raumteile, die zur Privatandacht animieren. Der 500 Plätze fassende introvertierte Kirchenraum kommt ohne Stützen aus. Die wie in einem Raumgefäss über den Besuchern herabfliessende Helligkeit zwingt schon vom Eingang her zum Blick nach oben. Alle Sichtverbindungen nach aussen sind unterbunden. Der Kirchenraum gleicht einem atmenden Organismus, der «im Himmel» Luft holt.
Der Architekt Justus Dahinden beschreibt den Innenraum mit folgenden Worten: «Wie Kulissen schieben sich die schrägen Decken und Wände in- und gegeneinander, lassen zum Altar hin den Raum an Höhe gewinnen und reflektieren das Licht auf vielfältige Weise, das von dem – den Blicken verborgenen – Fenster über der Mensa die Altarzonen aufhellt. Das rohe Holz gibt dem Raum Wärme und eine gewisse an einen Wohnraum erinnernde Behaglichkeit.»

### Krypta und Zentrumsräume
Im Untergeschoss der Kirche befinden sich die Krypta, die auch als Auditorium für 180 Menschen genutzt werden kann, und der Kirchgemeindesaal mit 300 Plätzen sowie Vereinsräume. Von der Carl-Spitteler-Strasse aus gesehen an der linken Seite der Kirche wurde das Pfarrhaus angebaut. Auf der rechten Seite der Kirche befindet sich das Gebäude, das für die Paulus-Akademie, die erste katholische Akademie der Schweiz, erbaut wurde. Neben Empfangs- und Büroräumen befinden sich in diesem Bau auch Konferenzräume, ein Speisesaal für 90 Personen sowie ein Wohntrakt mit 10 Einzelzimmern.
Der Architekt schreibt zum Gebäudekomplex: «Die Bauten werden zusammengehalten durch gleiche Formensprache und gleiches Material. Vorherrschend ist Sichtbeton (wärmeisolierende Wände aus Leichtbeton)…»

## Ausstattung
Der Liechtensteiner Künstler Georg Malin schuf die liturgischen Elemente des Altarraums aus Noir Français, einem dunklen Marmor, der in Nordfrankreich gebrochen wird: Ambo und Altar, Taufstein, Sedia für das Ministerium. Von Georg Malin stammt auch der Tabernakel auf eiserner Stele.
Malin schreibt zur Chorgestaltung: „Ganz augenfällig steht der Altar in der ideellen Mitte des Raumes. Die Architektur versammelt hier alle Mittel, um die Aussage zu unterstreichen: der Raum ist hier geweitet, das Licht fällt auf den Altar hin, die Linien, welche die Nahtstellen der verschiedenen Holzflächen zeichnen, verweisen auf den Altar.“
Der Boden der Kirche besteht aus Schiefer und erhebt sich vor dem Altar um einige Stufen. Der Altar wurde aus drei Marmorblöcken geschaffen. Der Ambo und die Sedia befinden sich nochmals zwei Stufen höher als der Altar und sind so gestellt, dass sie von jedem Punkt der Kirche gesehen werden können. Auf der Frontseite des Ambos ist ein steinerner Mund eingearbeitet. Rechts vom Altar befindet sich eine eiserne Stele mit dem Tabernakel. Der Taufbrunnen liegt am rechten Rand des Altarraumes, eine Stufe tiefer als der Altar.
Zu Ehren der Kirchenpatronin befindet sich eine barocke Muttergottes-Statue auf der linken Seite des Kircheingangs. Die Gläubigen haben die Möglichkeit, bei der Statue eine Kerze zu entzünden.

### Orgel

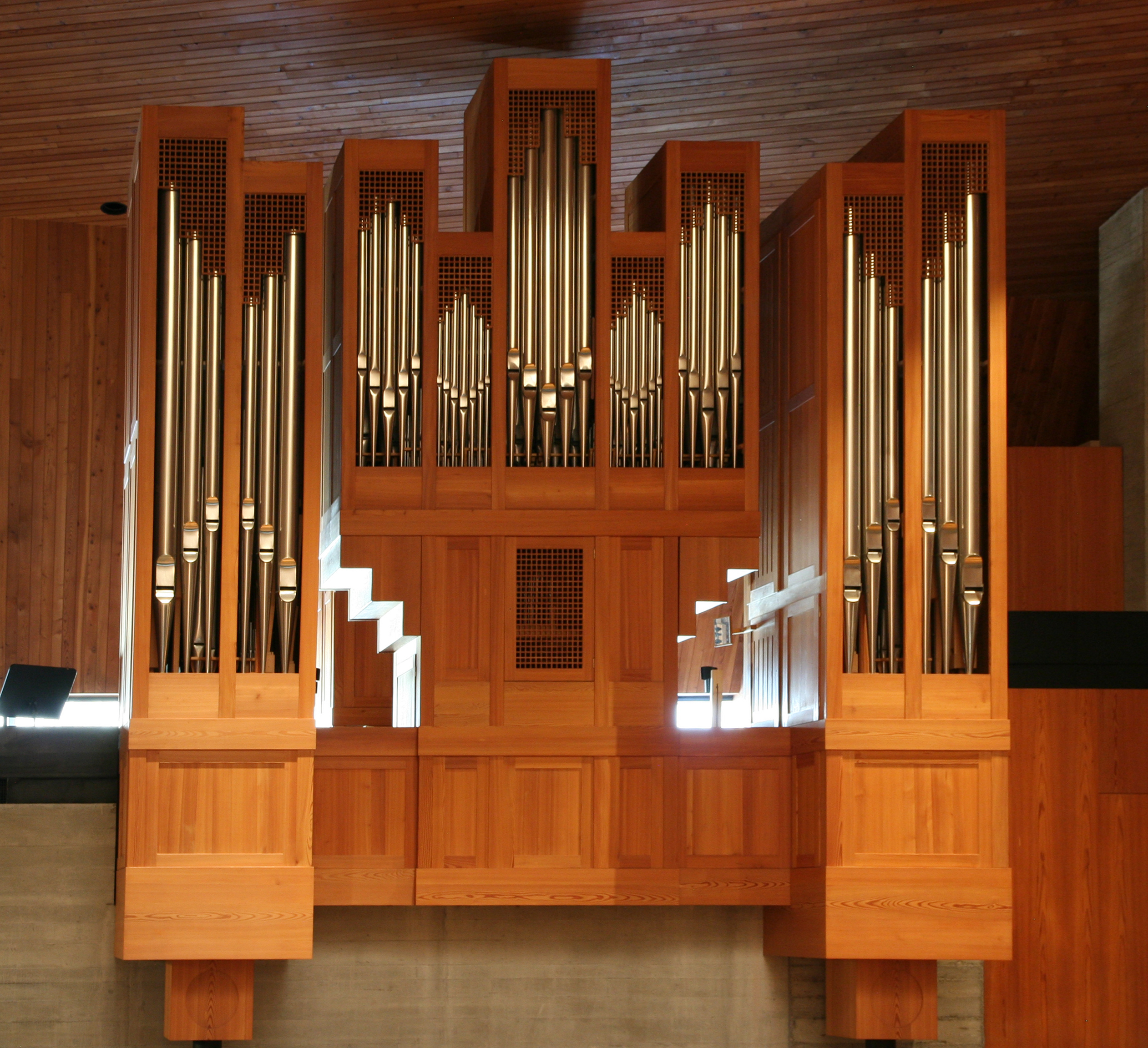
Edskes-Hauser-Orgel von 1983

Am 30. Oktober 1983 erhielt die Kirche ihre Orgel. Bernhardt Edskes, Wohlen und Armin Hauser, Kleindöttingen schufen das in Anlehnung an die norddeutsche Orgeltradition um Arp Schnitger erbaute Instrument.
| I Hauptwerk C– |     |
| Quintade       | 16′ |
| Principal      | 8′  |
| Hohlflöte      | 8′  |
| Oktave         | 4′  |
| Rohrflöte      | 4′  |
| Quinte         | 3′  |
| Superoctave    | 2′  |
| Mixtur         |     |
| Cornet (ab c1) | 8'  |
| Trompete       | 8′  |

| II Schwellwerk C– |       |
| Viola             | 8′    |
| Gedackt           | 8′    |
| Oktave            | 4′    |
| Gedacktflöte      | 4′    |
| Nasard            | 2/3′  |
| Oktave            | 2′    |
| Waldflöte         | 2'    |
| Terz              | 13/5′ |
| Dulzian           | 8′    |

| Pedalwerk C– |     |
| Subbass      | 16′ |
| Prinzipal    | 8′  |
| Bourdon      | 8′  |
| Oktave       | 4′  |
| Nachthorn    | 2′  |
| Mixtur       |     |
| Fagott       | 16′ |
| Trompete     | 8′  |

- Koppeln: II/I, I/P, II/P
- Tremulant

## Krypta
An Fronleichnam 1964 fand noch im Rohbau der Krypta der erste Gottesdienst statt. Ab Weihnachten 1964 wurde bis zur Vollendung der Kirche in der Krypta ein provisorischer Gottesdienstraum eingerichtet, da die Kapelle des Vinzenz-Heimes zu eng für die Gläubigen der Pfarrei geworden war.
Die schlicht ausgestattete Krypta wird durch die grauen Sichtbacksteine geprägt. Aufgrund der geringen Raumhöhe und des Sichtbetons wirkt die Krypta gedrungener und kühler als die Kirche, besitzt aber eine ähnliche Lichtführung wie die Oberkirche. Seit der Weihe der Kirche bietet die Krypta als zweiter Gottesdienstraum 180 Personen Platz. Ursprünglich hatte die Krypta eine zweite Funktion als Auditorium für die Paulus-Akademie inne, welche jedoch im Lauf der Jahre aufgegeben wurde. Im Jahr 2000 hatte man die feste Bestuhlung entfernt, sodass die Krypta für unterschiedliche Gottesdienstformen genutzt werden kann.

## Würdigung
Myriam Brunner schreibt über die Kirche: "Das architektonische Gesamtkonzept der Anlage ist geprägt durch ein raffiniertes Spiel von Symmetrie und Asymmetrie... Die Raumatmosphäre wird bestimmt von einem mystisch anmutenden Lichteinfall." Architekt Justus Dahinden verwendete die Zeltsymbolik – als Referenz auf das israelitisches Zeltheiligtum für die Bundeslade – bei mehreren Kirchbauten, so bei der Kirche St. Paulus (Dielsdorf) und der Kirche St. Franziskus in Hüttwilen.